# فرد ماركس
فرد ماركس (21 يونيو 1868 - 6 مايو 1952) (بالإنجليزية: F. Marks)‏ هو لاعب كريكت بريطاني (وحمل سابقاً جنسية المملكة المتحدة لبريطانيا العظمى وأيرلندا). لعب مع نادي مقاطعة سومرست للكريكت ‏.

## وصلات خارجية
- فرد ماركس على موقع إي آس بي آن كريك إنفو (الإنجليزية)